# Distrito de Shuhada
Shuhada (Persa: شهدا) es uno de los veintinueve distritos de la Provincia de Badakhshan, Afganistán. Fue creado en 2005 con parte del Distrito de Baharak. Cuenta con una población de aproximadamente 31 000 personas.
- Datos: Q3694409